# بقي
بقي (بالعبرية: בֻּקִּי‏) هو شخصية توراتية، والكاهن الأعظم لبني إسرائيل بعد أبيشوع بن فينحاس. يُذكر «بقي» آخر في سفر العدد كزعيم لقبيلة دان. هو نجل رئيس الكهنة أبيشوع بن فينحاس، والكاهن الخامس لبني إسرائيل ينحدر في نسل أليعازار بن هارون. فهو بُقِّي بَنِ أَبِيشُوعَ بْنِ فِينَحَاسَ بْنِ أَلِعَازَارَ بْنِ هَارُونَ الْكَاهِنِ.